# Bloomsburg Huskies
Los Bloomsburg Huskies (Perros esquimales de la Universidad Bloomsburg de Pensilvania) es el equipo que representa a la Universidad Bloomsburg de Pensilvania ubicada en Bloomsburg, Pensilvania en la NCAA Division II como miembro de la Pennsylvania State Athletic Conference (PSAC) en 18 deportes desde su fundación en 1951; y en la Mid-American Conference (MAC) de la NCAA Division I en Lucha.

## Deportes
| Masculino (9) - Béisbol - Baloncesto - Cross country - Fútbol Americano - Fútbol - Natación y Clavados - Tenis - Atletismo - Lucha | Femenino (10) - Baloncesto - Cross country - Hockey Sobre Hierba - Lacrosse - Fútbol - Softbol - Natación y Clavados - Tenis - Atletismo - Voleibol (2018) |

### Fútbol Americano
En el 2000 llegaron a la final del campeonato nacional de la Division II.

### Softbol
El equipo ganó la AIAW Division III national championship en 1982.

### Lucha
Compite en la Division I Mid-American Conference con Marcus Gordon como entrenador. El Nelson Field House, ubicado en Bloomsburg University, es la sede del equipo para sus partidos y torneos.

## Campeonatos Nacionales
| Asociació | División         | Deporte                  | Año  | Rival        | Resultado  |
| --------- | ---------------- | ------------------------ | ---- | ------------ | ---------- |
| NCAA (13) | Division II (13) | Hockey Sobre Hierba (13) | 1983 | Lock Haven   | 1–0        |
| NCAA (13) | Division II (13) | Hockey Sobre Hierba (13) | 1993 | New Haven    | 2–1 (2OT)  |
| NCAA (13) | Division II (13) | Hockey Sobre Hierba (13) | 1996 | Lock Haven   | 1–0        |
| NCAA (13) | Division II (13) | Hockey Sobre Hierba (13) | 1997 | Kutztown     | 2–0        |
| NCAA (13) | Division II (13) | Hockey Sobre Hierba (13) | 1998 | Lock Haven   | 4–3 (t.e.) |
| NCAA (13) | Division II (13) | Hockey Sobre Hierba (13) | 1999 | Bentley      | 2–0        |
| NCAA (13) | Division II (13) | Hockey Sobre Hierba (13) | 2002 | Bentley      | 5–0        |
| NCAA (13) | Division II (13) | Hockey Sobre Hierba (13) | 2003 | UMass Lowell | 4–1        |
| NCAA (13) | Division II (13) | Hockey Sobre Hierba (13) | 2004 | Bentley      | 3–2 (t.e.) |
| NCAA (13) | Division II (13) | Hockey Sobre Hierba (13) | 2006 | Bentley      | 2–1        |
| NCAA (13) | Division II (13) | Hockey Sobre Hierba (13) | 2007 | UMass Lowell | 5–2        |
| NCAA (13) | Division II (13) | Hockey Sobre Hierba (13) | 2008 | UMass Lowell | 6–2        |
| NCAA (13) | Division II (13) | Hockey Sobre Hierba (13) | 2009 | UMass Lowell | 3–2        |

## Alumnos Destacados
- John Willis (nacido en 1952), jugador Americano-Israelí de baloncesto
- Jari Evans jugó de offensive guard para New Orleans Saints. ganó el Super Bowl de 2009.
- Matt Feiler jugó de offensive tackle con Pittsburgh Steelers. Ahora está con Los Angeles Chargers.